# Alexander Hall (ski acrobatique)
Pour les articles homonymes, voir Alexander Hall (homonymie) et Hall.
Alexander Hall, né le 21 septembre 1998 à Fairbanks, est un skieur acrobatique américain spécialisé dans le freestyle (Halfpipe, Slopestyle et Big Air).

## Carrière
Hall fait ses débuts en coupe du monde pour la saison 2015/16, où il se classera 22e en slopestyle. Il remporte assez vite des compétitions en slopestyle comme la Nor Am Cup à Calgary. Aux Jeux Olympiques de la Jeunesse d'hiver de 2016 à Lillehammer, il termine quatrième en halfpipe et remporte la médaille d'argent en slopestyle.
La saison suivante, il remporte également certaines épreuves en big air et toujours également en slopestyle; il finit 13e en slopestyle aux Winter X-Games 2017 à Aspen. En mars 2017, Hall est neuvième en slopestyle aux Championnats du monde de Sierra Nevada. Au cours de la saison 2017/18, il termine septième de la Coupe du monde de slopestyle avec trois classements parmi les dix premiers. Il obtient sa première victoire en coupe du monde en slopestyle à Silvaplana. Il se classe 11e en slopestyle aux X-Games de 2018. Il participe Jeux olympiques d'hiver de 2018 à Pyeongchang avec une modeste 16e en slopestyle.
En 2019, Hall remporte sa première médaille d'or aux Winter X Games XXIII dans l'épreuve de slopestyle. Aux X-Games 2021, Hall ajoute à sa collection le bronze en ski big air masculin, également médaille de bronze en slopestyle cette fois-ci aux championnats du monde.
En janvier 2022, il monte sur trois podium aux X-Games à Aspen avec le titre en Big Air et deux médailles de bronze en Knuckle Huck et Slopestyle. C'est la consécration le mois suivant avec le titre en slopestyle aux Jeux olympiques de 2022 à Pékin devant son compatriote Nick Goepper.

## Palmarès

### Jeux olympiques
- Médaillé d'or en slopestyle lors des Jeux olympiques de 2022.

### Championnats du monde
- Médaillé de bronze en slopestyle lors des Championnats du monde 2021 à Aspen
- Médaillé de bronze en slopestyle lors des Championnats du monde 2025 à Engadine

### Coupe du monde
- 2 petits globe de cristal :
  - Vainqueur du classement big air en 2024.
  - Vainqueur du classement slopestyle en 2025.
- 14 podiums dont 8 victoires.

| Saison / Épreuve | Big air        | Slopestyle       | Total |
| ---------------- | -------------- | ---------------- | ----- |
| 2017-2018        |                | Silvaplana       | 1     |
| 2018-2019        |                | Font-Romeu       | 1     |
| 2019-2020        | Modène Atlanta |                  | 2     |
| 2021-2022        |                | Mammoth Mountain | 1     |
| 2023-2024        | Pékin Tignes   |                  | 2     |
| 2024-2025        |                | Aspen            | 1     |
| Total            | 4              | 4                | 8     |